# Јака Бијол
Јака Бијол (Вузеница, 5. фебруар 1999) је словеначки фудбалер који тренутно наступа за Удинезе. Игра на позицији одбрамбеног играча.

## Успеси
ЦСКА Москва
- Суперкуп Русије (1) : 2018.[11]